# Альфонсо VI Храбрый
Альфо́нсо VI Хра́брый (исп. Alfonso VI el Bravo; 1043 — 30 июня 1109) — король Леона в 1065—1072 годах и объединённого королевства Леона и Кастилии с 1072 года. Сын Фердинанда I и Санчи Леонской.

## Биография

### Правление
После смерти отца Фердинанда I Альфонсо VI получил по завещанию Леон и Астурию. В 1067 году началась война между ним и его старшим братом Санчо II, во время которой последний разбил его в двух сражениях — при Льянтаде и Гальпехаре. Во втором сражении Альфонсо попал в плен, и брат заточил его в один из своих замков. Спустя некоторое время Альфонсо удалось бежать, и он нашёл приют при дворе Толедского эмира.
Узнав в 1072 году о смерти Санчо II, Альфонсо тайно уехал из Толедо, и был провозглашён королём Кастилии.
Младшего брата Гарсию, правившего Галисией, он обманом захватил в плен в 1073 году и держал в строгом заключении до самой его смерти. Таким образом, Альфонсо VI овладел всеми отцовскими владениями: Кастилией, Леоном и Галисией.
Воспользовавшись тем, что эмир Севильи аль-Мутамид помогал Гарсии, Альфонсо VI начал против него войну. Эмиру удалось отвратить нашествие христиан только обещанием выплачивать большую дань. В 1082 году, обвинив мусульман в задержке дани, Альфонсо подступил к Севилье и три дня осаждал её.
Вскоре после этого толедцы изгнали из города эмира Яхью аль-Кадира. В 1084 году Альфонсо VI вернул ему Толедо, потребовав за это увеличения дани и передачи некоторых крепостей. В следующем году, собрав большое войско, Альфонсо во второй раз подступил к Толедо. После недолгой осады аль-Кадир согласился капитулировать и 25 мая 1085 года Альфонсо торжественно въехал в древнюю столицу Вестготского королевства. С этого времени Толедо и его окрестности стали частью Кастильского королевства.
Напуганные успехами Альфонсо VI Храброго, испанские эмиры призвали на помощь вождя африканских Альморавидов Юсуфа. В октябре 1086 года в сражении у Заллаки он нанёс Альфонсо тяжелое поражение. Христиане понесли огромные потери. Сам король во время сражения повредил ногу, отчего он до конца жизни оставался хромым.
При дворе Альфонсо служил знаменитый военачальник Эль Сид. В 1080 году Альфонсо изгнал Сида. Однако в 1087 году, ввиду понесённых потерь после битвы у Заллааки, он призвал Сида обратно.
В 1090 году Альморавиды вынудили кастильцев уйти из Аледо. В 1108 году сын Юсуфа Али разгромил кастильцев в битве при Уклесе. В этой битве пал Санчо, единственный сын Альфонсо. Потеря эта так потрясла старика, что он заболел и вскоре умер.
Под давлением папского легата кардинала Ришара де Мийо, вопреки желанию клириков и народа, Альфонсо VI на соборе в Бургосе (1080 год) заменил повсеместно использовавшийся в богослужении мосарабский обряд на римский. Он сохранил привилегию продолжать службы по мосарабскому чину только шести церквям Толедо и королевской базилике Сан-Ильдефонсо в Леоне.
- Альфонсо Храбрый даёт клятву, что непричастен к убийству своего брата Санчо II
- Альфонсо VI объявляет своего племянника Генриха Бургундского графом Португалии

### Семья
Король Альфонсо VI был женат как минимум пять раз.
1-я жена: с 1069 года Агнесса (Инес) Аквитанская (ок. 1059 — 6 июня 1078), дочь герцог Аквитании Гильома VIII. Брак был бездетным.
2-я жена: с 1081 года Констанция Бургундская (после 1045—1093), дочь герцога Бургундии Роберта I. От этого брака родилась 1 дочь:
- Уррака (1080 — 8 марта 1126), королева Кастилии и Леона с 1109[1].

3-я жена: с 1094 Берта (ум. январь 1100), возможно дочь Гильома I, графа Бургундии. Брак был бездетным.
4-я жена: с марта 1106 Заида (Изабелла) (ум. 13 сентября 1107), «дочь эмира Севильи», вдова эмира Кордовы Абу-Насира аль-Фатаха аль-Мамуна. До вступления в брак была любовницей Альфонсо. Она ещё до вступления в брак родила Альфонсо несколько детей:
- Санчо (ок. 1093 — 29 мая 1108), инфант Кастилии и Леона[1].
- Санча (1100/1104 — после 10 мая 1125), инфанта Кастилии и Леона; муж: с 1120 или 1122 Родриго Гонсалес де Лара (ум. после 1143), сеньор де Лара и Льебана[1].
- Эльвира (1100/1104 — 8 февраля 1135), инфанта Кастилии и Леона; муж: с ок. 1117 Рожер II (22 декабря 1095 — 26 февраля 1154), граф Сицилии с 1105, король Сицилии с 1130[1].

5-я жена: Беатриса (ум. после 1109), возможно, дочь герцога Аквитании Гильома VIII. Детей от этого брака не было. После смерти мужа вышла замуж вторично за графа Мэна Эли I.
Также от любовницы Химены Муньос у Альфонсо родилось 2 дочери:
- Эльвира (ок. 1080/1081 — ок. 1156), инфанта Кастилии и Леона; 1-й муж: с 1094 Раймунд IV (ум. 28 февраля 1105), граф Тулузы с 1094; 2-й муж: до 30 июня 1117 (развод до 1121) Фернандо Фернандес (ум. 16 января 1126)[1].
- Тереза (ок. 1081/1082 — 1 ноября 1130), инфанта Кастилии и Леона, регент Португалии в 1112—1128; муж: с 1095/1096 Энрике (Генрих) Бургундский (1066 — 1 ноября 1112), граф Португалии с 1095/1096[1].